# Wigwam
Wigwam é uma banda finlandesa de rock progressivo formada em 1968, após o final da banda seminal Blues Section cujo baterista Ronnie Österberg havia tocado anteriormente. Ele formou a banda como um trio, mas logo trouxe o britânico expatriado e vocalista Jim Pembroke (também do Blues Section) e o organista Jukka Gustavson. Um ano após Pekka Pohjola entrou na banda como baixista. Kim Fowley produziu o segundo álbum da banda, Tombstone Valentine, lançado em 1970, e que contava com a composição eletrônica de Erkki Kurenniemi 'Dance of the Anthropoids'. O álbum de 1974 Being é considerado a obra prima do Wigwam. Apesar disso, após seu lançamento Pohjola e Gustavson deixaram o grupo. O maior sucesso comercial da banda foi a obra orientada ao pop Nuclear Nightclub, lançado em 1975, com os novos membros Pekka Rechardt na guitarra e Måns Groundstroem no baixo.
Por um tempo durante a década de 1970 a banda pareceu estar prestes a estourar na Europa, assim como bandas contemporâneas como Tasavallan Presidentti, mas apesar do apoio da imprensa do Reino Unido, a fama internacional em grande escala os iludiu, e a banda acabou terminando em 1978. Jim Pembroke e Ronnie Österberg  formaram o Jim Pembroke Band no final de 1979, mas com problemas do coração devido à diabetes, Österberg cometeu suicídio em 6 de dezembro de 1980. 
O Wigwam foi reformulado nos anos 1990 com o núcleo Pembroke, Rechardt e Groundstroem intacto. Sua influência na música rock finlandesa é amplamente reconhecida.

## Integrantes

### Formação atual
- [Jim Pembroke - vocal e teclado (desde 1969)
- Pekka "Rekku" Rechardt - guitarra (desde 1974)
- Esa Kotilainen - teclado (1974-1975, 1977, desde 2001)
- Mats Huldén - baixo (1968-1970, desde 2004)
- Jari "Kepa" Kettunen - bateria (desde 1993)

### Ex-integrantes
- Ronald "Ronnie" Österberg - bateria (1968-1980)
- Jan Noponen - bateria (1991-1993)
- Vladimir "Nikke" Nikamo - guitarra (1968-1970)
- Pekka Pohjola - baixo (1970-1974)
- Måns "Måsse" Groundstroem - baixo (1974-2003)
- Jussi Kinnunen - baixo (2003-2004)
- Pekka Pohjola - violino (1970-1974)
- Jukka "Gutsi" Gustavson - vocal e teclado (1969-1974)
- Heikki "Hessu/Pedro" Hietanen - teclado (1975-1977, 1991-1992, 1999-2000)
- Mikko Rintanen - teclado (1992-1993)

### Músicos convidados
- Jukka Tolonen - guitarra (1970-1974)
- Esa Kotilainen]- teclado (1974-1975, 1977)

## Discografia

### Álbuns
- Hard 'n' Horny (1969)
- Tombstone Valentine (1970)
- Fairyport (1971)
- Being (1974)
- Nuclear Nightclub (1975)
- The Lucky Golden Stripes and Starpose (1976)
- Dark Album (1977)
- Light Ages (1993)
- Titans Wheel (2002)
- Some Several Moons (2005)

### Compilações e álbuns ao vivo
- Wigwam (1972)
- Live Music from the Twilight Zone (1975)
- Rumours on the Rebound (1979)
- Classics - The Rarest (1990)
- Highlights (1996)
- Fresh Garbage - Rarities from 1969-1977 (2000)
- Wigwam Plays Wigwam - Live (2001)

### Jim Pembroke e Wigwam
Estes são projetos-solo de Jim Pembroke, que também foram tocados pelo Wigwam.
- Hot Thumbs O'Riley: Wicked Ivory (1972)
- Jim Pembroke & Wigwam: Pigworm (1974)
- Jim Pembroke: Corporal Cauliflowers Mental Function (1977)